# Tillandsia kammii
Tillandsia kammii es una especie de planta epífita dentro del género  Tillandsia, perteneciente a la  familia de las bromeliáceas.  Es originaria de Honduras.

## Taxonomía
Tillandsia kammii fue descrita por Werner Rauh y publicado en Tropische und subtropische Pflanzenwelt 21: 45, f. 25–26. 1977.
Etimología
Tillandsia: nombre genérico que fue nombrado por Carlos Linneo en 1738 en honor al médico y botánico finlandés Dr. Elias Tillandz (originalmente Tillander) (1640-1693).
kammii: epíteto